# Torpeda czasu

Torpeda czasu. Powieść fantastyczna – powieść science fiction autorstwa Antoniego Słonimskiego. Drukowana była w odcinkach w drugiej połowie 1923 roku na łamach „Kuriera Polskiego” (nr 281–352). Wydanie książkowe ukazało się po raz pierwszy w Warszawie w 1924 roku nakładem Towarzystwa Wydawniczego „Ignis” (E. Wende i S-ka) z ilustracjami Tadeusza Gronowskiego.

## Treść
Profesorowi Panktonowi, żyjącemu w XXII wieku naukowcowi, udało się zbudować torpedę czasu, maszynę pozwalającą na odbycie podróży w czasie. Bohater, kierowany szlachetną intencją, wraz z towarzyszami postanawia wyruszyć do XVIII-wiecznej Francji, aby zapobiec wojnom napoleońskim, umocnić demokrację i przyspieszyć rozwój ludzkości. Udaje mu się odsunąć od władzy Napoleona, jednak w wyniku nieprzewidzianych wypadków i reakcji współczesnych nie realizuje on swojego planu. Po nieudanej misji postanawia wrócić do 2123 roku, lecz w trakcie podróży rozpływa się w nicości, bo w wyniku zmienionego biegu dziejów w ogóle się nie narodził.

## Główni bohaterowie
- Profesor Pankton – naukowiec
- Haydnèe – córka profesora Panktona
- Toln – historyk, znawca epoki napoleońskiej
- Hersey – dziennikarz

## Postaci historyczne w powieści
- Napoleon Bonaparte
- Józefina de Beauharnais
- Lazare Carnot
- Lucien Bonaparte
- Jean-Lambert Tallien

## Problematyka
Jednym z głównych problemów, które Antoni Słonimski poruszył w Torpedzie czasu, jest dyskusja na temat wpływu jednostki na bieg dziejów. W powieści temat ten jest realizowany przede wszystkim w wątku profesora Panktona.
Według Andrzeja Stoffa, jednego z badaczy powieści Słonimskiego, profesor Pankton musiał przegrać, ponieważ Torpeda czasu jest z zamierzenia literacką polemiką pisarza z koncepcją historii, pojmowanej jako zbiór zdarzeń inspirowanych przez wybitne jednostki. Badacz twierdzi również, że powieść ta to głos zwątpienia w decydującą rolę oświecenia, rozumianego jako podniesienie poziomu intelektualnego i wyposażenie go w odpowiednie urządzenia techniczne.
Autor polemizuje w dziele z postulatami utopii pozytywistycznej i technologicznej. Pokazuje klęskę wiary w możliwość racjonalnej i harmonijnej, naukowej organizacji społeczeństwa oraz rządów uczonych. W ten sposób porusza problem stosunku technokracji i władzy politycznej. Przegrana profesora Panktona jako polityka ma być odpowiedzią poety na pytanie o możliwość rządów przedstawicieli nauki oraz ostrzeżeniem przed realną groźbą politycznego i socjalnego eksperymentowania na społeczeństwie.
Należy jednak zauważyć, że w Torpedzie czasu jedynym słusznym według narratora rozwiązaniem jest powolne podnoszenie poziomu wykształcenia i świadomości wśród ludzi. Pogląd ten sugerują przemyślenia profesora Panktona i Herseya, które przedstawione są na końcu ich przygody z podróżą w czasie. Proponowane zmiany muszą jednak odbywać się stopniowo, drogą ewolucji – nie mogą być narzucane i wymuszane na społeczeństwie.

## Konteksty
Torpedę czasu można zaliczyć do nurtu krytyki działań rewolucyjnych, obecnego w literaturze i myśli społecznej dwudziestolecia międzywojennego. Słonimski sygnalizuje w niej, że warunkiem przebudowy świata musi być wewnętrzna przemiana człowieka. Podobnie jak Antoni Lange w Mirandzie (1924) i Teodor Jeske-Choiński w powieści Po czerwonym zwycięstwie (1909) poeta ukazuje, że nie da się stworzyć społeczeństwa opartego tylko na zasadach rozumu, pominąwszy znaczenie namiętności, instynktów i sfery duchowej człowieka.